# Port Alexander
Port Alexander – miasto w Stanach Zjednoczonych w południowo-wschodniej części stanu Alaska. Znajduje się na Wyspie Baranowa, w jej południowej części.

## Demografia
Szacowana populacja w 2019 roku wyniosła 52 osoby. W roku 2023 liczba mieszkańców wzrosła do 73 osób, a gęstość zaludnienia do niemal 1,9 osoby/km².

## Geografia
Powierzchnia miasta wynosi 38,89 km², z czego 9,07 km² stanowi ląd.

## Historia
Zatokę, nad którą leży Port Alexander, odkrył w 1795 roku brytyjski podróżnik George Vancouver. Nazwę miejscu nadał w 1849 roku Michaił Tebenkow, admirał rosyjskiej floty. Na początku XX wieku miasto stało się ważnym ośrodkiem połowu łososia i znacznie się rozrosło. Jednak w 1938 roku ze względu na zmniejszenie ilości ryb przemysł przestał się opłacać, a wybuch II wojny światowej tylko dobił miasto, którego populacja zmniejszyła się z ponad 2000 osób do około 20 w latach 50.
W 1971 roku miasto Port Alexander zostało zlikwidowane i włączone jako część miasta Sitka. Jednak niedługo później, w 1974, w wyniku interwencji mieszkańców zostało ponownie inkorporowane jako osobne miasto.